# Defileul Moldova
Defileul Moldova (în ucraineană Молодівський яр) este o rezervație peisagistică de importanță locală din raionul Secureni, regiunea Cernăuți (Ucraina), situată la la marginea nord-estică a satului Moldova.  
Suprafața ariei protejate constituie 276 de hectare și a fost înființată în anul 1994 prin decizia consiliului regional. Formele carstice de suprafață și cele subterane, aparțin regiunii carstice nord-moldovenești.
Numele provine de la satul omonim, care a fost parțial inundat de lacul de acumulare Novodnistrovsk în anii 1980. Ravena adâncă existentă cândva este în prezent un estuar de aproximativ 2 km lungime, format după creșterea nivelului apei Nistrului. Panta dreaptă a defileului se caracterizează printr-o pantă mai blândă și prezența vegetației forestiere, în principal carpen, stejar, plop. Panta stângă este mult mai abruptă, pe ea fiind vizibile diferite formațiuni geomorfologice, precum și procese de eroziune. 